# Нотинг (епископ Брешиа)
Нотинг (лат. Nothingus; конец VIII века — не позднее сентября 865) — религиозный деятель Итальянского королевства, занимавший епископские кафедры в Верчелльской (между 827 и 830—840), Веронской (840—844) и Брешианской епархиях (844—865?).

## Биография

### Ранние годы
Нотинг родился в конце VIII века в семье близкого к Людовику I Благочестивому франкского графа Эрлафрида, владевшего обширными земельными наделами в Шварцвальде. Предполагается, что Нотинг был связан родственными узами с Унрошидами.
О ранних годах жизни Нотинга почти ничего не известно. В Хирзауском кодексе сообщается, что Нотинг вместе со своим отцом Эрлафридом основал аббатство Хирзау. Согласно преданиям, это произошло ещё до того, как Нотинг получил епископский сан.

### Епископ Верчелли
Первые достоверные сведения о Нотинге относятся к концу 820-х годов, когда он возглавил Верчелльскую епархию. Здесь он сменил Аутерика, последнее свидетельство о котором относится к 827 году, когда тот участвовал в церковном соборе в Мантуе. Возможно, что получению Нотингом епископского сана способствовал епископ Вероны Ратольд.
Впервые Нотинг упоминается в сане епископа в 830 году, когда он получил от архиепископа Милана Ангильберта II мощи святого Аврелия Ридитийского. Вскоре Нотинг перевёз реликвии из Верчелли во владения своих родственников в Восточно-Франкском королевстве, где торжественно похоронил в аббатстве Хирзау.
В датированной 16 марта 882 года хартии короля Карла III Толстого упоминается, что один из предшественников этого монарха по просьбе епископа Нотинга дал Верчелльской епархии значительные привилегии. В том числе, в пользу епископов переходили доходы от налогов, взимаемых с проезжавших по находившемуся вблизи Понтестуры мосту через реку По. Во времена Карла III Толстого этот мост назывался «Мост Нотинга», так как тот был построен по повелению епископа и долгое время находился в его собственности.
В 839 году Нотинг участвовал в государственной ассамблее, созванной императором Людовиком I Благочестивым в Вормсе. Здесь было принято решение начать военные действия против восставшего сына императора, короля Восточно-Франкского государства Людовика II Немецкого. В том же году Нотинг упоминается среди участников похода в принадлежавший мятежному монарху паг Логанау (в окрестностях современного Лембура).
В 840 году Нотинг снова прибыл ко двору императора Людовика I Благочестивого. Здесь он встретился с Рабаном Мавром, обсудив с тем учение Готшалька из Орбе о предопределении. Епископ Верчелли сообщил собеседнику о широком распространении новых идей среди христиан Северной Италии, и попросил того написать трактат, который бы опроверг теологические воззрения Готшалька. В том же году Рабан Мавр написал сочинение против Готшалька, посвятив его епископу Нотингу. В ещё одном письме Рабана Мавра упоминается, что епископ Верчелли просил разъяснить ему некоторые постулаты адопцианства. В свою очередь Рабан Мавр получил от Нотинга написанное незадолго до того в Вероне агиографическое сочинение «Мученичество и перенесение святых Фирмина и Рустика» (лат. Passio et Translatio sanctorum Firmi et Rustici).

### Епископ Вероны
Предполагается, что поездка Нотинга ко двору Людовика I Благочестивого была связана с назначением его главой Веронской епархии. Здесь Нотинг стал преемником Ратольда, а на епископской кафедре Верчелли его сменил Лувидуард. Вероятно, что назначение нового епископа Вероны было произведено с согласия итальянского короля Лотаря I. С того времени в современных ему документах Нотинг упоминается как одна из наиболее влиятельных персон при дворе правителей Италии (сначала Лотаря I, а затем Людовика II). Предполагается, что в первую очередь это было связано с той важной ролью, которую Верона имела для безопасности Итальянского королевства. Через своих представителей в этом городе, веронских графа и епископа, монархи Италии контролировали проходившую вдоль реки Адидже дорогу, связывавшую земли к северу и к югу от Альп.
Летом 843 года епископ Нотинг присутствовал на государственной ассамблее в Вердене. Здесь в качестве представителя Лотаря I он участвовал в подписании Верденского договора.
В том же году Нотинг упоминается среди итальянских церковных и светских персон, посетивших Лотаря I в Гондревиле. Здесь 22 августа вместе с епископами Амальриком Комским и Петром I Ареццийским, а также маркграфом Фриуля Эбергардом он подписал дарственную хартию, данную императором Аквилейскому патриархату. Тогда же Нотинг получил от Лотаря I повеление передать приказ одному из императорских вассалов возвратить имущество, которое тот сначала передал епархии Лоди, а затем незаконно вернул себе. Позднее Нотинг и сам получил от императора дарственную хартию для Веронской епархии. Этот документ 24 августа 853 года был снова подтверждён королём Людовиком II.
В начале 844 года Нотинг приезжал в Рим, где участвовал в синоде, подтвердившем законность избрания папой Сергия II. Здесь же была выработана процедура последующих выборов наместников Святого Престола: в том числе, разрешено присутствие при избрании государевых посланцев.

### Епископ Брешиа
Между июнем и августом 844 года Нотинг был лишён сана главы Веронской епархии. Здесь новым епископом был назначен Билонг, а Нотингу было передано управление Брешианской епархией, где он стал преемником епископа Рамперта. Вероятно, это помешало Нотингу присутствовать на состоявшейся в Риме 15 июня королевской коронации Людовика II. Однако уже в том же году епископ города Брешиа был среди персон, посещавших двор нового монарха.
Первое свидетельство о деятельности Нотинга как епископа Брешиа в современных ему источниках относится к 14 октября 844 года. Тогда он с большой пышностью перенёс в кафедральный собор мощи святого Каликста Римского, полученные им от папы Сергия II. По некоторым свидетельствам, Нотинг купил эти реликвии у нуждавшегося в деньгах наместника Святого Престола. Эти чудотворные мощи оставались в Брешиа до 854 году, когда Нотинг по настоятельным просьбам передал их Эбергарду Фриульскому. Тот же отвёз останки Каликста в недавно основанное аббатство в Сизуэне.
Будучи епископом Брешиа, Нотинг покровительствовал местным обителям. В том числе, он передал свою личную собственность аббатству Святого Гонория и монастырю Святых Косьмы и Дамиана. Благотворительницей брешианских обителей была и королева Ангельберга, особо заботившаяся о монастыре Святой Юлии. В документе от 847 года упоминается о королевском дворце (лат. palatium regium Brixiae), построенном по повелению Людовика II и его супруги вблизи Брешиа.
В апреле 850 года Нотинг сопровождал Людовика II в поездке в Рим, где то был увенчан императорской короной папой Львом IV.
По утверждению писавшего в XVIII веке историка Джанмария Биемми, в ноябре 851 года епископ Нотинг по настоятельным просьбам жителей Брешиа возложил на себя также и светскую власть над городом, став преемником умершего графа Исельмонда. Тогда же избрание епископа ещё и графом Брешиа было одобрено императором Людовиком II. Таким образом, Нотинг стал первым из итальянских иерархов, одновременно бывших епископами и графами вверенных им территорий. Однако это свидетельство основано на «Истории» нотария Родольфо, сведения которой большинство современных историков считают малодостоверными.
Известный при императорском дворе своими дипломатическими способностями, епископ Нотинг в мае 853 года по поручению Людовика II ездил в Равенну, где в должности государева посланца вёл переговоры с папой римским Львом IV. В поездке Нотинга сопровождали граф Пармы Адельгиз и епископ Реджо Зигфрид. На состоявшемся здесь же 29 мая церковном соборе по настоянию Льва IV был осуждён и отлучён от церкви Анастасий Библиотекарь, которого папа римский подозревал в намерении стать наместником Святого Престола. Такие же постановления были приняты и на двух других синодах, прошедших в Риме 19 июня и 8 декабря того же года. Нотинг вместе с архиепископом Иоанном VII Равеннским и Зигфридом Реджийским участвовал в них обоих. Согласно соборным актам, всего на втором из синодов присутствовали шестьдесят семь церковных персон, а также императоры Лотарь I и Людовик II.
В документе 853 года Нотинг упоминается как гарант выполнения соглашения, завершившего почти вековой спор между епархиями Сиены и Ареццо о их общей границе. Этот документ был подписан в присутствии папы Льва IV и императора Людовика II на состоявшемся в Риме судебном заседании.
В июне 854 года Нотинг председательствовал на синоде в Брешиа. На нём присутствовали, в том числе, епископы Оттон I Новарский, Аганон Бергамский, Бенедикт Кремонский и Амальрик Комский, а также император Людовик II. Участники церковного собора подтвердили все привилегии Новарской епархии.
В 855 году епископ Нотинг и граф Вероны Бернард в качестве государевых посланцев Людовика II Итальянского ездили в Восточно-Франкское королевство к Людовику II Немецкому. В Айблинге 17 марта они были приняты правителем восточных франков, и в тот же день как свидетели подписали хартию, положившую окончание территориальному спору между Трентской и Фрайзингской епархиями.
Нотинг 2 июля 856 года как государев посланец участвовал в судебном заседании в Вероне, на котором рассматривалось обвинения против одного из приближённых Людовика II, посягнувшего на собственность монастыря Святого Зенона. Однако, даже несмотря на поддержку веронского графа Бернарда, епископу не удалось получить согласие императора на наказание его вассала.
В феврале 858 года епископ Нотинг снова был послан Людовиком II Итальянским в Восточно-Франкское государство. Вместе с маркграфом Эбергардом Фриульским он посетил Ульм, где встретился с королём Людовиком II Немецким. Здесь по повелению Людовика Итальянского епископ подтвердил согласие своего монарха и нескольких его вассалов передать аббатству Райхенау принадлежавшие тем обширные земельные владения в королевстве восточных франков. В том числе, собственностью монастыря стали Хирзау, Стаммхайм, Гехинген, Мёттлинген и несколько других селений. Такое предложение способствовало заключению между двумя монархами союза, направленного против Лотаря II и Карла II Лысого. Возможно, именно тогда Нотинг получил в дар от аббата Санкт-Галлена Гримальда псалтирь «Psalterium optimum glossatum». Привезённый в Брешиа, позднее этот кодекс стал собственностью императрицы Ангельберги, а затем был снова возвращён в Санкт-Галленское аббатство.
Известно, что Людовик II и Ангельберга оказывали покровительство находившемся в Брешиа церкви Святого Спасителя и монастырю Святой Юлии, и несколько раз передавали им имущество. В 856 году император сместил аббатису этой обители Амальпергу и поставил здесь настоятельницей свою сестру Гизелу. Когда же та в 861 году умерла, новой аббатисой стала другая Гизела, дочь императорской четы. В 856 году по просьбе Нотинга император Людовик II подтвердил дарственную хартию, данную епископом брешианскому монастырю Святого Гонория.
О последних годах жизни Нотинга достоверных сведений не сохранилось Точно не известно, был ли он ещё жив, когда в хартии императора Людовика II от 7 октября 860 года епископ Брешиа порицался за присвоение значительной части доходов от рыбной ловли в селении Минчо на озере Гарда, ранее шедших аббатству Боббио. В документе, в том числе, упоминается, что по повелению Нотинга на озере было построено поместье, ставшее собственностью епископа.
В качестве дат смерти Нотинга называются 12 августа или 21 ноября. Некоторые историки считают, что он мог скончаться в сентябре 865 года. Однако уже в октябре 863 года среди участников церковного собора в Милане упоминается епископ Брешиа Антоний I. Тем не менее, в средневековых источниках нет свидетельств о том, что Нотинг перед смертью сложил с себя епископский сан. На этих основаниях высказываются два предположения: или Нотинг скончался ранее октября 863 года (например, в 859 году), или из-за своего преклонного возраста он был вынужден поручить Антонию управление Брешианской епархией, сделав его соепископом. Возможно, Нотинг был похоронен в Павии.
Историки считают Нотинга типичным представителем франкского духовенства IX века, представители которого совмещали церковную и государственную деятельность. В то же время отмечается, что в отличие от многих других итальянских прелатов, Нотинг всегда сохранял верность правившим монархам. Находясь поочерёдно во главе трёх итальянских епархий, Нотинг не только сумел приумножить богатства вверенных ему епископств, но и получить значительные денежные средства в своё личное распоряжение.